# 貫輪久美子
貫輪 久美子（ぬきわ くみこ、1963年10月16日 - ）は、日本の作詞・作曲家、編曲家、音楽指導者。

## 人物
1963年10月16日、埼玉県所沢市出身。所沢市立清進小学校、所沢市立向陽中学校、埼玉県立所沢東高等学校卒業。
作詞・作曲家としては学校音楽を中心とした作品を手がける一方で、田川寿美のアルバムに自作曲を提供するなどしている。
歌人のぬきわれいこは実母。
凜久（りんく）の筆名で歌人としての活動もしている。（短歌誌「レーべ」寄稿メンバー）
音楽指導者としてはミュージックスクールウッドにて講師を務めている。

## 作品
- 『夏から秋へ～寿美. 25歳』（田川寿美デビュー10周年アルバム）
- 「真夏にキュキュキュ」（日本コロムビア）
- 「みんなが主役」（民主党イメージソング）
- 「だいとうしみんのうた」（大阪府大東市）
- 「月の見えない夜は」（合唱曲）
- 「きっと歌える」（合唱曲）
- 「かならず　かならず」（合唱曲）
- 「ぼくらの声は旅をする」（同声2部合唱曲集・カワイ出版）
- 「オタクノミカタ」（インターリンクイメージソング）

他
「行き先」